# James Martin (gesuita)
James Martin (Plymouth Meeting, 29 dicembre 1960) è un gesuita e scrittore statunitense.

## Biografia
Dopo aver ottenuto la laurea in economia, nel 1982, alla Wharton School of Business of the University of Pennsylvania, inizia a lavorare per il Gruppo General Electric nell’area finanza.
Dopo la visione di un documentario su Thomas Merton inizia un processo di crescita interiore che lo porta, nel 1988, ad aderire alla Compagnia di Gesù. Durante la formazione come gesuita studia filosofia al Loyola college di Chicago e teologia al Boston College School of Theology and Ministry di Weston. Prima di essere ordinato sacerdote lavora due anni a Nairobi, con il Jesuit Refugee Service, ad aiutare i rifugiati a mettersi in proprio dando vita a piccole attività imprenditoriali.
Autore di libri di grande diffusione come Between Heaven and Mirth: Why Joy, Humor, and Laughter Are at the Heart of the Spiritual Life (Anche Dio ride) tratta del rapporto fra fede e gioia, in The Jesuit Guide to (Almost) Everything: A Spirituality for Real Life (Guida del gesuita a (quasi) tutto una spiritualità per la vita concreta) descrive le tematiche della vita dalla prospettiva ignaziana, con Jesus: A Pilgrimage (Gesù un pellegrinaggio) si mette sulle orme di Cristo in Terra Santa e, infine, in Learning to pray (in Italia il libro viene pubblicato in due volumi, Insegnaci a pregare e Parlare con Dio) tratta dei metodi della preghiera ignaziana.
Collaboratore della rivista dei gesuiti statunitensi, America, scrive anche su molte riviste cattoliche, ed è attivo, sia nei media tradizionali che sui social, nel portare il punto di vista cristiano e cattolico su fatti di religione e anche di stretta attualità, oltre ad essere conferenziere e guida negli Esercizi spirituali ignaziani sia in presenza che online.
Dal 2017 è consultore del Segretariato per le Comunicazioni della Città del Vaticano, l’organismo che sovraintende alla gestione di tutti i mezzi di comunicazione vaticana (televisione, radio, stampa, internet...).

## Teatro e cinema
Nel 2005 collabora come consulente teologico sia per la stesura della sceneggiatura che per la rappresentazione dello spettacolo teatrale di Broadway, Gli ultimi giorni di Giuda iscariota.
Consulente, nel 2016, del film Silence di Martin Scorsese, prima delle riprese ha fatto da guida negli Esercizi spirituali al protagonista del film l’attore Andrew Garfield.
Sempre con Martin Scorsese, nel 2019, ha fatto una breve apparizione nel film The Irishman.

## Pastorale verso il mondo LGBTQ
Molto attivo a favore della piena accettazione delle persone LGBTQ nella chiesa cattolica, è autore del libro Building a Bridge: How the Catholic Church and the LGBT Community Can Enter into a Relationship of Respect, Compassion, and Sensitivity (Un ponte da costruire) relativo alla pastorale verso il mondo LGBTQ e, sempre sulla stessa tematica, nel 2021 ha realizzato un DVD presentato al Tribeca Film Festival a New York.
Nonostante le critiche per le sue iniziative, Papa Francesco lo ha sostenuto più volte in questo suo lavoro.
Nel luglio 2024 ha celebrato una messa a New York, mostrando la bandiera arcobaleno sull'altare e un'immagine della Madonna avvolta da tale vessillo.

## Opere
- This Our Exile: A Spiritual Journey with the Refugees of East Africa (Orbis Books, 1999).
- In Good Company: The Fast Track from the Corporate World to Poverty, Chastity and Obedience (Sheed & Ward, 2000).
- Searching for God at Ground Zero (Sheed & Ward, 2002).
- Becoming Who You Are: Insights on the True Self from Thomas Merton and Other Saints (Paulist Press, 2006).
- My Life with the Saints (Loyola Press, 2006).
- Lourdes Diary: Seven Days at the Grotto of Massabieille (Loyola Press, 2006).
- A Jesuit Off-Broadway: Center Stage with Jesus, Judas, and Life's Big Questions (Loyola Press, 2007).
- The Jesuit Guide to (Almost) Everything: A Spirituality for Real Life (Harper One, 2010), Guida del gesuita a (quasi) tutto. Una spiritualità per la vita concreta (San Paolo, 2017).
- Between Heaven and Mirth: Why Joy, Humor, and Laughter Are at the Heart of the Spiritual Life (HarperOne, 2011). In italiano Anche Dio ride (San Paolo, 2019).
- Jesus: A Pilgrimage (HarperOne, 2014): in Italiano Gesù un pellegrinaggio da Nazareth alla Galilea (San Paolo, 2018).
- Seven Last Words: An Invitation to a Deeper Friendship with Jesus (HarperOne, 2016).
- The Abbey: A Story of Discovery (HarperOne, 2016).
- Building a Bridge: How the Catholic Church and the LGBT Community Can Enter into a Relationship of Respect, Compassion, and Sensitivity (HarperOne, 2017). In italiano Un ponte da costruire - Una relazione nuova tra Chiesa e persone LGBT  (Marcianum press, 2017).
- Learning to Pray: A Guide for Everyone (HarperOne, 2021), in italiano Insegnaci a pregare, un’introduzione alla preghiera (San Paolo, 2022) i primi 9 capitoli, Parlare con Dio (San Paolo, 2022) capitoli da 10 a 17.
- Come Forth: The Promise of Jesus's Greatest Miracle (HarperOne, 2023), tr. it. Lazzaro, vieni fuori!, Lev, 2024 (con prefazione di papa Francesco)[7]